# Rakusa Point
Rakusa Point är en udde i Antarktis. Den ligger i Sydshetlandsöarna. Argentina, Chile och Storbritannien gör anspråk på området.
Terrängen inåt land är kuperad. Havet är nära Rakusa Point åt nordost. Trakten är glest befolkad. Närmaste befolkade plats är Commandante Ferraz Station, 9,5 kilometer norr om Rakusa Point. 